# Mihimaclip
『mihimaclip』（ミヒマクリップ）はmihimaru GTが2006年1月25日に発売したビデオ・クリップ集。

## 概要
デビューシングル「約束」から7thシングル「恋する気持ち/YES」までのビデオクリップを収録したDVD。
2ndアルバム「mihimalife」に収録された「So Merry Christmas」のビデオクリップは未収録となった。

## 曲目
1. 恋する気持ち
7thシングルの1曲目
2. YES
7thシングルの2曲目
3. Love is...
6thシングル
4. ユルメのレイデ
5thシングル
5. H.P.S.J.-mihimaru Ball MIX-
4thシングルの1曲目
6. 願〜negai〜
3rdシングル
7. 帰ろう歌
2ndシングル
8. 約束
1stシングル